# Масколюнас, Повилас Казимирович
Повилас Казимирович Масколюнас (23.06.1923 — 31.10.1995) — директор совхоза «Куршеняй» Шяуляйского района Литовской ССР, Герой Социалистического Труда (01.10.1965). Заслуженный работник сельского хозяйства Литовской ССР (1964).
Член ВКП(б)/КПСС с 1949 г.
До 1940 г. работал по найму в кулацких хозяйствах. Во время фашистской оккупации — в заключении в Шауляйской тюрьме.
В 1945—1946 председатель сельсовета. В 1947—1953 директор совхоза «Ионишкелис». С 1953 года директор совхоза «Куршеняй» Шяуляйского района.
В 1970 году надой на корову в его хозяйстве составил 5000 кг.
Герой Социалистического Труда (01.10.1965). Заслуженный работник сельского хозяйства Литовской ССР (1964). Награждён тремя орденами Ленина, двумя медалями СССР, медалями ВСХВ и ВДНХ, в том числе Большой золотой, Малой золотой, Большой серебряной.
Депутат Верховного Совета СССР VII созыва, Верховного Совета Литовской ССР IV созыва. Делегат XXII съезда КПСС. С 1966 член ЦК Компартии Литвы.